# Protosticta grandis
Protosticta grandis là loài chuồn chuồn trong họ Platystictidae. Loài này được Asahina mô tả khoa học đầu tiên năm 1985.